# Amplification fragment length polymorphism
Amplification Fragment Length Polymorphism (AFLP®) is een identificatietechniek om het genoom van bacteriën en fagen en alle andere denkbare organismen van elkaar te kunnen onderscheiden en genotyperen. Er wordt gebruikgemaakt van willekeurig gekozen primers die goede resultaten blijken te geven. De techniek is ontwikkeld en gepatenteerd door Keygene N.V.
Het is een combinatie van een restrictie/ligatie-reactie met een polymerase chain reaction (PCR). Na het isoleren van het DNA uit het staal wordt het DNA in stukjes geknipt met restrictie-enzymen. Tegelijkertijd worden stukjes kunstmatig gesynthetiseerd DNA (adapters) aan deze knipplaatsen geligeerd.
Voor de daaropvolgende PCR worden primers toegevoegd die de adaptersequentie herkennen. De DNA-fragmenten worden samen met de adapters vermenigvuldigd in de PCR. Men kan het aantal geamplificeerde restrictiefragmenten regelen door aan de primers één of meerdere extra nucleotiden toe te voegen. Voor eenvoudige genomen zoals die van fagen worden primers zonder overhang gebruikt, zodat alle verkregen restrictiefragmenten geamplificeerd worden.
Uiteindelijk kan de detectie van de geamplificeerde fragmenten gebeuren door capillair-elektroforese. Hierbij worden de fragmenten gescheiden tijdens  migratie door een polymeer in een capillair. De eigenlijke detectie gebeurt met een laserstraal die de fluorescentie van de fluorescerend gemerkte primers meet. Aan elk AFLP-product wordt een interne standaard toegevoegd zodat de lengte van de fragmenten berekend kan worden. Een andere methode van scheiden van fragmenten maakt gebruik van een polymere gelmatrix, waar de (radioactief) gelabelde monsters door middel van een elektrische stroom doorheen worden getrokken. Detectie gebeurt dan door de hele gel te belichten tegen een fotografische plaat of een scanner die gevoelig is voor de radioactieve of fluorescerende signalen.